# Bindahara phocidina
Bindahara phocidina är en fjärilsart som beskrevs av Hans Fruhstorfer 1912. Bindahara phocidina ingår i släktet Bindahara och familjen juvelvingar. Inga underarter finns listade i Catalogue of Life.